# Vitalogy
| 전문가 평가                   | 전문가 평가 |
| 평가 점수                     | 평가 점수   |
| 출처                          | 점수        |
| ----------------------------- | ----------- |
| AllMusic                      | [ 1 ]       |
| Chicago Sun-Times             | [ 2 ]       |
| Entertainment Weekly          | B+          |
| Los Angeles Times             | [ 4 ]       |
| Pitchfork                     | 8.3/10      |
| Q                             | [ 6 ]       |
| Rolling Stone                 | [ 7 ]       |
| The Rolling Stone Album Guide | [ 8 ]       |
| USA Today                     | [ 9 ]       |
| The Village Voice             | A−          |

《Vitalogy》는 미국의 록 밴드 펄 잼의 세 번째 스튜디오 음반으로, 1994년 11월 22일, 에픽 레코드를 통해 발매되었다. 펄 잼은 전작 《Vs.》 (1993년)를 홍보하는 투어 도중 《Vitalogy》를 작곡하고 녹음하였다. 이 음반은 이전 작품들보다 더 다양한 사운드를 담고 있으며, 공격적인 록 음악, 발라드, 기타 여러 스타일의 곡들로 구성되어 당시 펄 잼의 음반 중 가장 실험적인 작품으로 평가받는다. 밴드의 첫 두 음반에 뚜렷이 나타났던 그런지 사운드에서 다소 벗어난 이 음반은, 프로덕션 면에서 펑크 록과 하드코어 펑크 스타일에 보다 초점을 맞추고 있다.
이 음반은 처음에 바이닐 형태로 발매되었으며, 이후 2주 뒤인 1994년 12월 6일에 CD와 카세트 테이프로 발매되었다. 바이닐 음반은 발매 첫 주에 34,000장이 판매되었고, 이는 사운드스캔이 1991년부터 음반 판매량을 집계하기 시작한 이래 단일 주간 바이닐 판매량 최고 기록이었다. 이 기록은 2014년 잭 화이트의 음반 《Lazaretto》가 발매되기 전까지 유지되었다. CD로 발매되자마자 《Vitalogy》는 발매 첫 주에 87만 7천 장을 판매하며 밴드의 전작 《Vs.》에 이어 역사상 두 번째로 빠르게 판매된 음반이 되었다. 이 음반은 곧바로 멀티 플래티넘 인증을 받으며 상업적으로 큰 성공을 거두었다. 이 음반은 비평적으로 호평을 받았으며, 미국에서 500만 장 이상의 판매고를 올려 미국 음반 산업 협회로부터 5배 플래티넘 인증을 받았다. 《Vitalogy》는 2003년과 2012년에 《롤링 스톤》이 선정한 "역사상 가장 위대한 음반 500장" 목록에서 각각 485위에 올랐지만, 2020년 개정판에서는 제외되었다. 이 음반은 드러머 데이브 아브루지즈가 참여한 펄 잼의 두 번째이자 마지막 음반으로, 그는 녹음이 완료되기 전 밴드에서 해고되었다. 이후 몇몇 세션 드러머들이 임시로 그를 대체했고, 최종적으로 전 레드 핫 칠리 페퍼스의 드러머였던 잭 아이언스가 정식으로 합류하여 음반의 녹음을 마무리하였다.

## 녹음
밴드의 세 번째 음반 작업에서도 펄 잼은 다시 프로듀서 브렌던 오브라이언과 협업하였다. 음반의 많은 곡들은 Vs. Tour 도중 사운드체크 시간에 쓰였으며, 음반의 대다수 트랙은 투어 중간의 공백 기간 동안 녹음되었다. 첫 녹음 세션은 1993년 말 루이지애나주 뉴올리언스에서 진행되었고, 이곳에서 〈Tremor Christ〉와 〈Nothingman〉이 녹음되었다. 나머지 곡들은 1994년 워싱턴주 시애틀과 조지아주 애틀랜타에서 열린 세션에서 쓰이고 녹음되었으며, 투어 종료 후 시애틀의 배드 애니멀스 스튜디오에서 음반 작업을 마무리하였다. 〈Immortality〉는 1994년 4월, 애틀랜타 투어 중에 쓰였다. 여러 출처에 따르면 이 음반의 대부분은 1994년 초에 이미 완성되었지만, 에픽 레코드 측의 강제적인 지연이나 밴드가 티켓 판매 업체 티켓마스터와 벌인 갈등으로 인해 11월까지 발매되지 못한 것으로 알려져 있다.
《Vitalogy》 작업 당시, 밴드 내의 긴장은 극도로 고조되어 있었다. 프로듀서 오브라이언은 "《Vitalogy》 작업은 다소 긴장된 분위기였다. 점잖게 표현하면 그렇고, 실제로는 내부 붕괴가 일어나고 있었다"고 회상했다. 베이시스트 제프 아멘트는 "당시 의사소통은 역대 최저 수준이었다"고 밝혔다. 드러머 데이브 아브루지즈는 이러한 의사소통 문제의 시작이 기타리스트 스톤 고사드가 밴드 내 중재자 역할을 그만두면서부터였다고 말했다. 고사드에 따르면, 《Vitalogy》는 리드 보컬리스트 에디 베더가 처음으로 최종 결정을 내리게 된 음반이었다. 이 시기 고사드는 밴드를 그만두는 것을 고려했을 정도였다고 전하며, 밴드가 협업에 큰 어려움을 겪고 있었기에 대부분의 곡은 잼 세션을 통해 만들어졌다고 덧붙였다. 그는 "전체 곡의 80퍼센트는 녹음 20분 전에 쓰인 것"이라고 설명했다. 또한, 음반 제작 도중 리드 기타리스트 마이크 매크리디는 알코올 및 코카인 중독 치료를 위해 재활 시설에 입소했다.
〈Satan's Bed〉의 드럼은 드러머 아브루지즈의 드럼 테크니션 지미 쇼프가 연주하였다. 이 곡이 녹음되던 날, 아브루지즈는 편도선 제거 수술을 위해 병원에 입원 중이었다. 베더와 고사드는 드럼 머신을 작동시키기 위해 쇼프에게 도움을 요청했으며, 장비 세팅이 완료된 뒤 그들은 같은 비트를 실제 드럼으로 연주해 달라고 부탁했다. 그는 가사지에 "Jimmy"라는 이름으로 크레딧되었다. 《Vitalogy》의 초기 녹음 세션이 완료된 몇 달 뒤인 1994년 8월, 아브루지즈는 다른 밴드 멤버들과의 성격 차이로 인해 해고되었다. 고사드는 이에 대해 "우리 밴드 내 정치적인 구조상, 누군가는 '우린 해봤고, 잘 안 됐고, 이제는 떠나야 할 때다'라고 말해야 했다"고 설명했다. 그는 이어 "표면적으로는 정치적인 갈등이었다. 어떤 이유에서든, 데이브는 에디와 제프와의 의사소통이 매우 제한되어 있었다. 그게 전적으로 데이브 아브루지즈의 잘못이라고 생각하지는 않는다"고 덧붙였다. 레드 핫 칠리 페퍼스의 원년 멤버이자 아브루지즈의 후임자인 잭 아이언스는 〈Hey Foxymophandlemama, That's Me〉에서 드럼을 연주하였다. 고사드는 "잭은 《Vitalogy》 작업의 거의 마지막 시점에 밴드에 합류했다. 그는 신선한 공기 같은 존재였고, 가족을 중시하는 사람이었다. 우리 모두는 그와 즉각적으로 우정을 쌓았고, 그는 단지 드럼을 연주하고 도움을 주기 위해 거기에 있었다"고 말했다.

## 곡 목록
작사는 모두 에디 베더가 맡았고, 작곡은 모두 특별한 언급이 없는 한 펄 잼이 맡았다.
| #   | 제목                                 | 작곡        | 재생 시간 |
| --- | ------------------------------------ | ----------- | --------- |
| 1.  | 〈Last Exit〉                        |             | 2:54      |
| 2.  | 〈Spin the Black Circle〉            |             | 2:48      |
| 3.  | 〈Not for You〉                      |             | 5:52      |
| 4.  | 〈Tremor Christ〉                    |             | 4:12      |
| 5.  | 〈Nothingman〉                       | 제프 아멘트 | 4:35      |
| 6.  | 〈Whipping〉                         |             | 2:34      |
| 7.  | 〈Pry, To〉                          |             | 1:03      |
| 8.  | 〈Corduroy〉                         |             | 4:37      |
| 9.  | 〈Bugs〉                             |             | 2:44      |
| 10. | 〈Satan's Bed〉                      | 스톤 고사드 | 3:30      |
| 11. | 〈Better Man〉                       | 베더        | 4:28      |
| 12. | 〈Aye Davanita〉                     |             | 2:57      |
| 13. | 〈Immortality〉                      |             | 5:28      |
| 14. | 〈Hey Foxymophandlemama, That's Me〉 |             | 7:28      |

## 인증
| 국가                                                  | 인증        | 판매량/출하량 |
| ----------------------------------------------------- | ----------- | ------------- |
| 오스트레일리아 (ARIA)                                 | 4× 플래티넘 | 280,000^      |
| 캐나다 (뮤직 캐나다)                                  | 5× 플래티넘 | 500,000^      |
| 네덜란드 (NVPI)                                       | 골드        | 50,000^       |
| 뉴질랜드 (RMNZ)                                       | 플래티넘    | 15,000^       |
| 폴란드 (ZPAV)                                         | 골드        | 50,000*       |
| 스페인 (PROMUSICAE)                                   | 골드        | 50,000^       |
| 영국 (BPI)                                            | 골드        | 100,000^      |
| 미국 (RIAA)                                           | 5× 플래티넘 | 5,000,000^    |
| *판매량을 기반으로 한 인증 ^출하량을 기반으로 한 인증 |             |               |